# Конец Гор
Конец Гор — деревня в Добрянском городском округе Пермского края. До 1 января 2020 года деревня входила в состав Краснослудского сельского поселения Добрянского района.

## Географическое положение
Деревня Конец Гор расположена в южной части Добрянского городского округа, на берегу Чусовского залива Камского водохранилища.
Приблизительно в 1,2 км к северу от деревни проходит участок Лёвшино — Няр Свердловской железной дороги, на котором в данной местности расположен остановочный пункт Горки (до января 2022 года — 9 км).

## Население
| 2010 |
| ---- |
| 2    |

## Улицы
- Кедровая
- Цветочная

## Топографические карты
- Лист карты O-40-65 Пермь. Масштаб: 1 : 100 000. Издание 1979 г.